# Bustillo del Páramo
Bustillo del Páramo – gmina w Hiszpanii, w prowincji León, w Kastylii i León, o powierzchni 71,77 km². W 2011 roku gmina liczyła 1410 mieszkańców.